# Festival de Cinema de Sarajevo

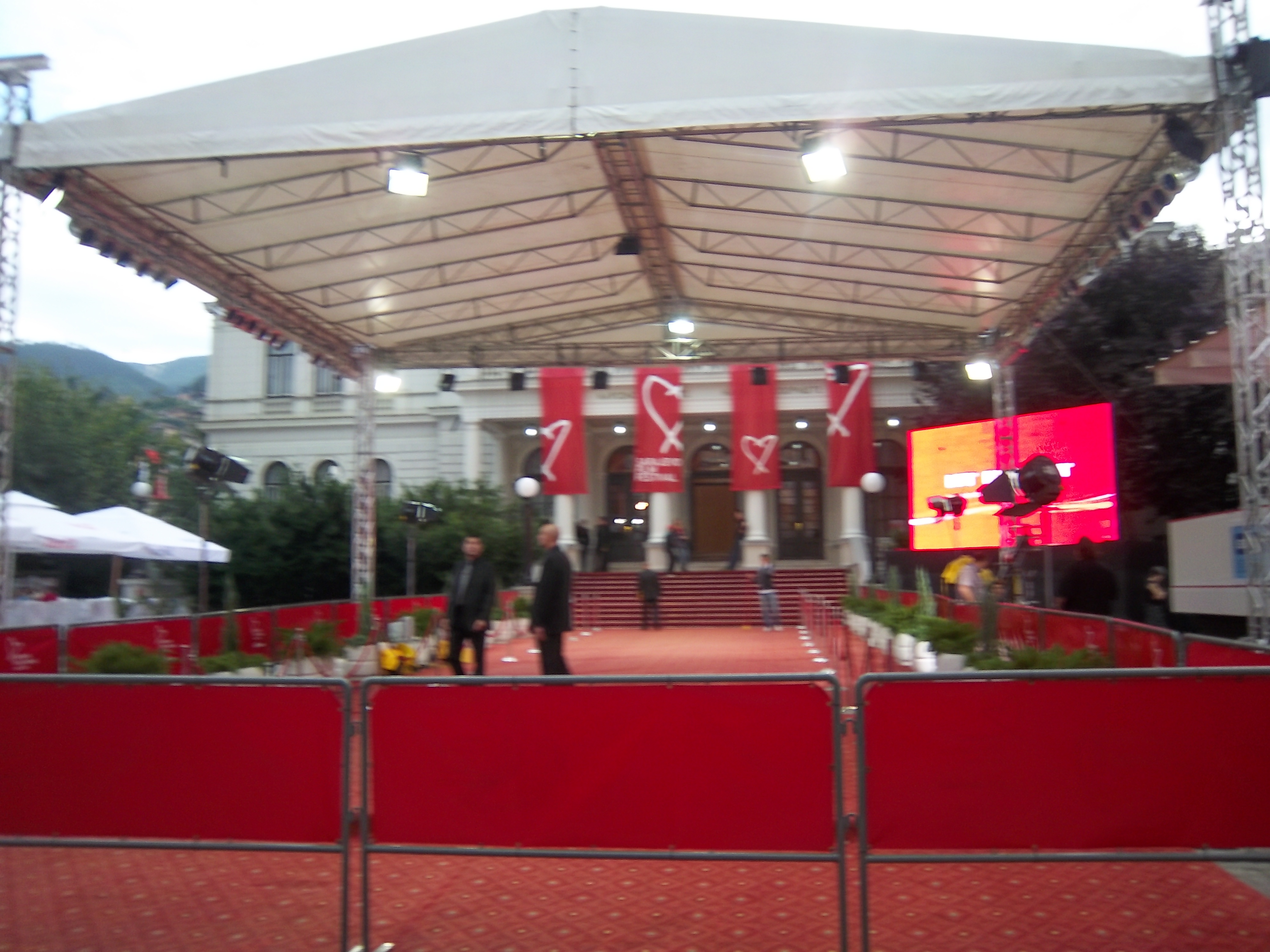
Tapete vermelho do SFF.

O Festival de Cinema de Sarajevo (em inglês:  Sarajevo Film Festival) é o maior festival de cinema das Balcãs e um dos maiores da Europa. Foi criado em 1995, durante o Cerco de Sarajevo durante a Guerra da Bósnia. Desde então, ocorre anualmente no mês de agosto na cidade bósnia de Sarajevo.
O evento apresenta uma extensa variedade de curtas-metragens de todo o mundo e traz, também, celebridades internacionais e locais.

## História
O primeiro Festival de Cinema de Sarajevo foi realizado de 25 de outubro a 5 de novembro de 1995. Nesta época, o cerco de Sarajevo ainda estava em curso, e a projeção de participantes era muito baixa. Apesar disto, uma surpreendente quantidade de 15.000 pessoas vieram assistir aos filmes, em que destes, 37 eram de 15 países diferentes. O festival cresceu em um ritmo notável e é atualmente o festival de cinema mais proeminente no sudeste europeu, atraindo mais de 100.000 pessoas anualmente em todos os programas e exibindo centenas de filmes de 60 países.
O Festival de Cinema de Sarajevo é organizado no Teatro Nacional de Sarajevo e logo a frente são montados a Praça do Festival e o tapete vermelho. Exibições de filmes ao ar livre ocorrem em várias localidades, como Metalac, Bosnian Cultural Center, e outros cinemas e locais de projeção ao redor da cidade. 
Ao longo de sua existência, o festival contou com a presença de celebridades como: Robert De Niro, Angelina Jolie, Brad Pitt, Emile Hirsch, Orlando Bloom, Daniel Craig, Danny Glover, John Malkovich, Morgan Freeman, Oliver Stone, John Cleese, Steve Buscemi, Michael Fassbender, Jeremy Irons, Bono Vox, Nick Cave, Coolio, Stephen Frears, Mickey Rourke, Michael Moore, Gérard Depardieu, Darren Aronofsky, Sophie Okonedo, Gillian Anderson, Kevin Spacey, Eric Cantona, Benicio del Toro, entre outras.